# ریوله
ریوله (به فرانسوی: Rivolet) یک کامین (تقسیمات کشوری فرانسه) در فرانسه با جمعیت ۵۲۸ نفر است که در Canton of Gleizé واقع شده‌است.